# Мятеж Боко Харам
Мятеж Боко Харам — мятеж на территории Нигерии. Мятеж Боко Харам начался в июле 2009 года, когда воинствующая исламистская и джихадистская повстанческая группировка Боко Харам начала вооруженное восстание против правительства Нигерии. Конфликт происходит в контексте давних проблем религиозного насилия между мусульманами и христиансами Нигерии. Конечной целью повстанцев является создание исламского государства в регионе.
Первоначальное восстание Боко Харам провалилось, а его лидер Мохаммед Юсуф был убит правительством Нигерии.

## История

### 2010
Спустя почти шесть месяцев после убийства Юсуфа группа совершила свой первый теракт в Борно в январе, в результате чего погибли четыре человека. В течение следующих нескольких лет насилие возрастало как по частоте, так и по интенсивности. 7 сентября в результате побега из тюрьмы в Баучи освободили более 700 боевиков Боко Харам, пополнив их силы. 24 декабря Боко Харам применила четыре бомбы, чтобы убить 32 человека в Джосе, штат Плато. В тот же день они убили шесть человек в результате нападений на церкви в Майдугури.

### 2011
29 мая, через несколько часов после того, как Гудлак Джонатан был приведен к присяге в качестве президента, в результате нескольких взрывов, предположительно совершенных Боко Харам, 15 человек погибли и 55 получили ранения. 16 июня Боко Харам взяла на себя ответственность за взрыв в штаб-квартире полиции Абуджи, первый известный теракт террориста-смертника в Нигерии. Два месяца спустя здание Организации Объединенных Наций в Абудже подверглось взрыву, что стало первым случаем нападения Боко Харам на международную организацию. 4 ноября они совершили нападения в Даматуру, Йобе и Майдугури, в результате которых погибло более ста человек, а 22 и 23 декабря произошли столкновения с силами безопасности, в результате которых погибло по меньшей мере 68 человек. 25 декабря Боко Харам атаковала несколько церквей, осуществив взрывы и стрельбу. 15 июня ознаменовало начало санкционированных федеральным правительством военных действий по противодействию растущей угрозе со стороны повстанческого движения Боко Харам.

### 2012
В январе в Нигерии Боко Харам напала на Муби, Йолу и Гомби. В том же месяце Абубакар Шекау, бывший заместитель Юсуфа, появился в видео, размещенном на YouTube. По данным Reuters, Шекау взял под свой контроль группировку после смерти Юсуфа в 2009 году.  Ранее власти считали, что Шекау погиб во время восстания 2009 года. К началу 2012 года эта группировка была ответственна за более чем 900 смертей. 8 марта небольшая группа специальной лодочной службы и нигерийская армия попытались спасти двух заложников, британца Криса Макмануса и итальянца Франко Ламолинару, удерживаемых в Сокото членами террористической организации Боко Харам, лояльной Аль-Каиде. Оба заложника были убиты похитителями до или во время попытки спасения. Сообщается, что все захватчики заложников были убиты. 8 апреля в Кадуне в результате взрыва автомобиля смертника погибли по меньшей мере 38 человек. 24 июня около 40 заключенных сбежали во время побега из тюрьмы в Даматуру. 17 июня по меньшей мере 12 человек погибли в результате трех взрывов церквей в штате Кадуна. 7 августа 19 человек были убиты в результате массовой стрельбы в штате Коги. 1–2 ноября по меньшей мере 25 человек были убиты в Федеральном политехническом институте Муби. 25 декабря шесть человек были убиты в Потискуме и еще шесть в Майдугури. 28 декабря пятнадцать человек были убиты в деревне на северо-востоке Нигерии.

### 2013
В мае правительственные силы Нигерии начали наступление в районе Борно, пытаясь вытеснить боевиков Боко Харам после того, как 14 мая было объявлено чрезвычайное положение. Чрезвычайное положение, которое все еще действовало в мае 2014 года, распространялось на штаты Борно, Йобе и Адамава на северо-востоке Нигерии. Наступление имело первоначальный успех, но повстанцам Боко Харам удалось восстановить свои силы.

#### Атаки
8 февраля боевики убили по меньшей мере девять вакцинаторов от полиомиелита в Кано.  18 марта террорист-смертник протаранил автобус в Кано, в результате чего погибло более 20 человек. 16 и 17 апреля десятки мирных жителей были убиты во время боя в Баге, Борно, между Боко Харам и нигерийской армией. 6 июля боевики «Боко Харам» убили 42 студента в Йобе, что привело к досрочному завершению учебного года в штате. 5 августа Боко Харам предприняла двойные нападения на Баму и Малам Фатори, в результате чего погибло 35 человек. 11 августа Боко Харам убила 44 человека в результате массовой стрельбы в мечети в Кондуге, Борно. 6 октября нигерийская армия выиграла битву против Боко Харам в Дамбоа, Борно. 2 ноября в Борно боевики напали на колонну, возвращавшуюся со свадьбы, убив более 30 человек. 

### 2014

#### Массовое похищение в Чибоке

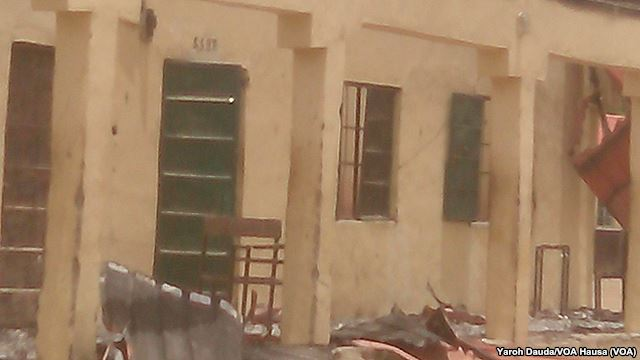
Разрушения, сфотографированные «Голосом Америки», после похищения Массового похищения в Чибоке в апреле 2014 года.

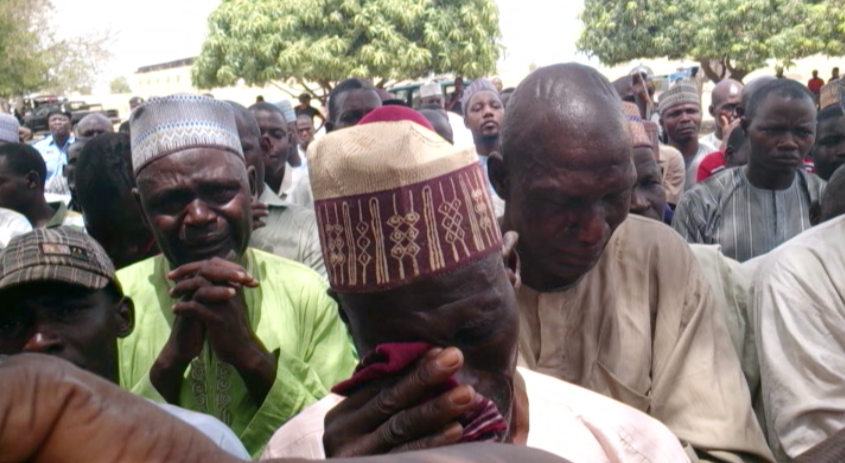
Родители, чьи дочери были похищены

15 апреля террористы «Боко Харам» похитили около 276 учениц-подростков из средней школы в Чибоке в Борно. Похищение широко приписывалось группировке «Боко Харам». Сообщалось, что группа отвезла девочек в соседние Камерун и Чад, где их должны были продать замуж по цене ниже доллара за штуку. Позже сообщалось о похищении еще восьми девочек. Эти похищения вызвали общественные протесты: некоторые протестующие держали в руках плакаты с тегом Твиттера #BringBackOurGirls, который привлек международное внимание. The Guardian сообщила, что британские Королевские ВВС в апреле провели операцию «Турус»  в Нигерии в ответ на Массовое похищение в Чибоке. Источник, участвовавший в операции, сообщил The Observer, что «девочки были обнаружены в первые несколько недель миссии британских ВВС» и что «мы [ВВС] предложили их спасти, но правительство Нигерии отказалось», потому что оно рассматривало Любые действия должны рассматриваться как «национальный вопрос» и решаться нигерийскими службами разведки и безопасности, источник добавил, что за девочками затем следил самолет, поскольку в последующие месяцы они были рассредоточены на все более меньшие группы. Несколько стран пообещали поддержку правительству Нигерии и помочь своим военным в сборе разведданных о местонахождении девочек и действующих лагерях Боко Харам. 13–14 мая «Боко Харам» устроила засаду нигерийским солдатам, которые искали похищенных девочек.

#### Взрывы в Джосе
20 мая в городе Джос, штат Плато, Нигерия, взорвались две бомбы, в результате чего по меньшей мере 118 человек погибли и более 56 получили ранения. Бомбы взорвались с интервалом в 30 минут: одна на местном рынке примерно в 3:00, а вторая на стоянке рядом с больницей примерно в 3:30, где погибли спасатели, прибывшие на место первой аварии. Хотя ни одна группа или отдельное лицо не взяла на себя ответственность, ответственность за теракты возлагают на «Боко Харам».
Службы экстренного реагирования не смогли добраться до места происшествия, поскольку «тысячи людей бежали с места происшествия в противоположном направлении». Бомбы были расположены таким образом, чтобы убить как можно больше людей, независимо от религии, что отличалось от предыдущих атак, в которых жертвами были немусульмане. Сообщается, что бомбардировщики использовали тактику «взрыва спиной к спине», при которой первая бомба взрывается в центре города, а через некоторое время взрывается еще одна с намерением убить людей, спасающих раненых.
Взрывы в Майдугури В 2014 году боевики «Боко Харам» усилили нападения на города на севере Нигерии и захватили часть северо-востока страны. Эти нападения включали взрывы в Майдугури в январе, июле и ноябре. 

#### Взрывы в Майдугури
В 2014 году боевики «Боко Харам» усилили нападения на города на севере Нигерии и захватили часть северо-востока страны. Эти нападения включали взрывы в Майдугури в январе, июле и ноябре.

#### Эскалация боевых действий

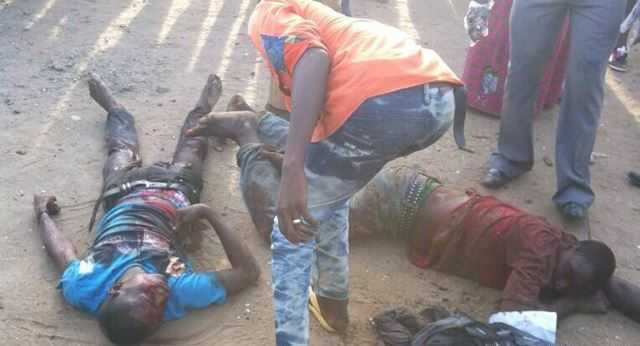
Жертвы Нападения Боко Харам в Ньянье 14 апреля 2014 г.

Растущая интенсивность повстанческого движения побудила правительство Нигерии начать наступление, и с помощью Чада, Нигера и Камеруна они отбили многие районы, которые ранее находились под контролем Боко Харам.
По словам жителей города, в конце 2014 года Боко Харам захватила контроль над Бамой, Борно. В декабре сообщалось, что «людей, слишком пожилых, чтобы покинуть территорию местного самоуправления Гвозы, собирали и доставляли в две школы, где боевики открыли по ним огонь». В Баме было убито более 50 пожилых людей. Было опубликовано «кровавое» видео, на котором повстанцы расстреляли более сотни мирных жителей в школьном общежитии в городе Бама.

### 2015

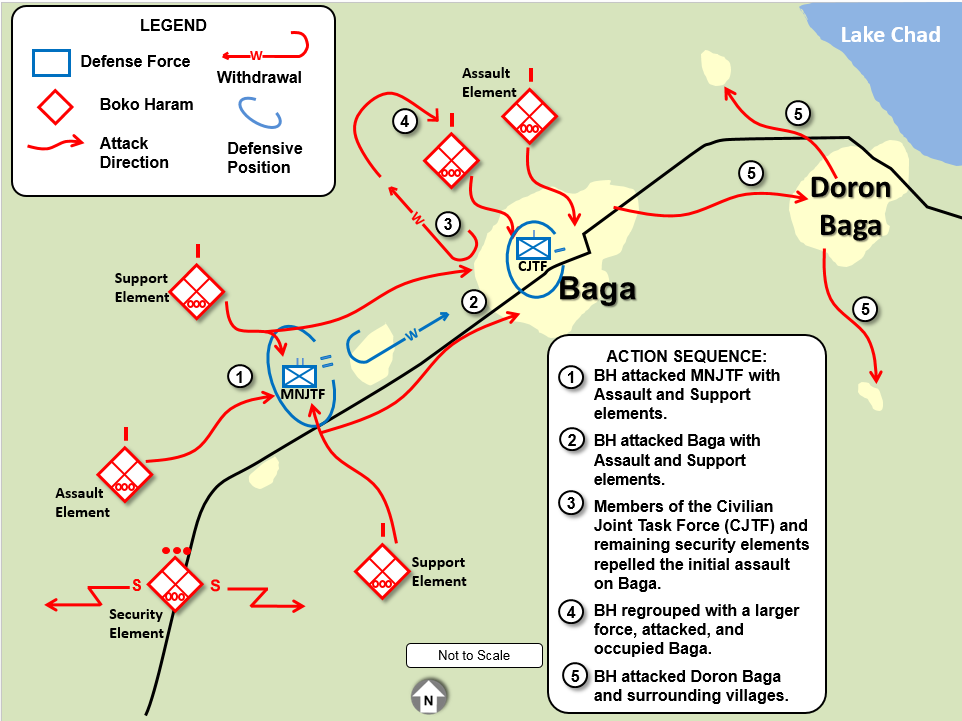
На этой карте показано нападение Боко Харам на нигерийский город Бага 3 января 2015 года.

#### Массовые убийства в Баге
В период с 3 по 7 января Боко Харам напала на город Бага и убила до 2000 человек, это, возможно, самая крупная резня, совершенная Боко Харам.

#### Взрыв в Майдугури
10 января 19 человек погибли в результате взрыва террориста-смертника на рынке в Майдугури. 12 января Боко Харам совершила неудачную атаку на базу армии Чада.

#### Контрнаступление против Боко Харам

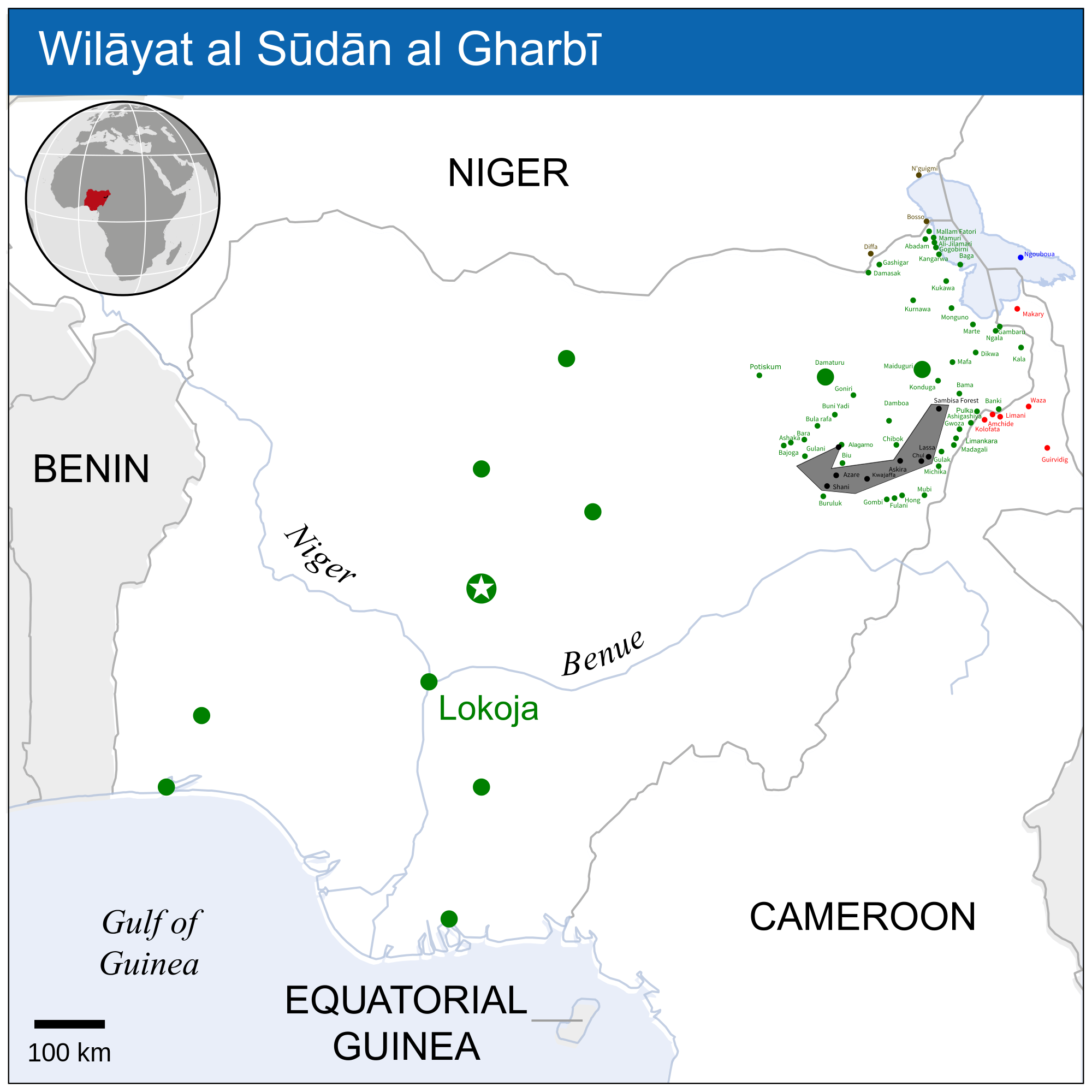
Карта Мятежа Боко Харам на 10 апреля, спустя более 2 месяцев после начала наступления в Западной Африке в 2015 году.

23 января коалиция вооруженных сил Нигерии, Чада, Камеруна и Нигера начала кампанию по борьбе с повстанцами против Боко Харам. Рано утром 25 января Боко Харам предприняла масштабный штурм города. 26 января CNN сообщил, что нападение на Майдугури «сотни боевиков» было отражено, но близлежащий город Монгуно был захвачен Боко Харам. Нигерийская армия заявила, что 31 января они отразили еще одно нападение на Майдугури.
4 февраля армия Чада уничтожила более 200 боевиков «Боко Харам». 4 и 5 февраля Боко Харам устроила резню в Фотоколе, Крайнесеверном регионе Камеруна, убив 81 мирного жителя, 13 чадских солдат и 6 камерунских солдат. 6 февраля Боко Харам напала на Боссо и Диффу в Нигере. 15 февраля в Даматуру произошел взрыв террориста-смертника. 17 февраля нигерийские военные отбили Монгуно скоординированной воздушной и наземной атакой. 22 февраля в Потискуме произошел взрыв террориста-смертника. 24 февраля взрывы террористов-смертников произошли в Потискуме и Кано. 2 марта вооруженные силы Нигерии нанесли поражение Боко Харам в битве при Кондуге.
7 марта лидер Боко Харам Абубакар Шекау присягнул на верность Исламскому Государству Ирака и Леванта (ИГИЛ) посредством аудиосообщения, опубликованного в аккаунте организации в Твиттере. Представитель нигерийской армии Сами Усман Кукашека заявил, что эта присяга является признаком слабости и что Шекау похож на «утопающего человека». В тот же день в результате пяти взрывов террористов-смертников 54 человека погибли и 143 получили ранения. 12 марта представитель ИГИЛ Абу Мохаммад аль-Аднани выпустил аудиозапись, в которой он приветствовал присягу на верность и назвал ее расширением халифата группировки на Западную Африку.  После заявления о лояльности ИГИЛ Боко Харам была назначена Ровинцией заподной африки (Провинция Исламского государства Западной Африки, или ИГ-ЗА), а Шекау был назначен ее первым вали (губернатором). Более того, ИГИЛ начало поддерживать «Боко Харам», но также начало вмешиваться в ее внутренние дела. Например, центральное руководство ИГИЛ пыталось уменьшить жестокость Боко Харам по отношению к гражданскому населению и внутренним критикам, поскольку идеология Шекау была «слишком радикальной даже для Исламского государства».

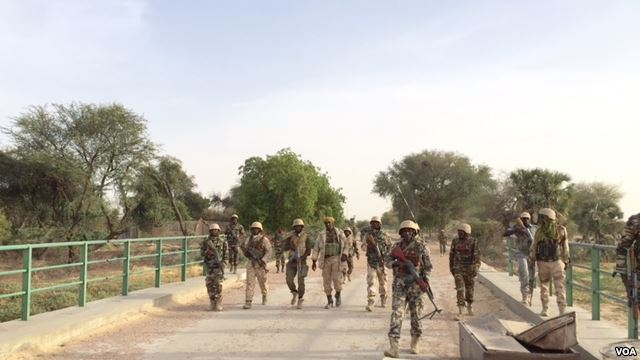
Солдаты армии Нигера во время операций по борьбе с повстанцами против Боко Харам в марте.

24 марта жители Дамасака, Борно, заявили, что Боко Харам забрала из города более 400 женщин и детей, когда они бежали от коалиционных сил, которые вернули себе территорию и нашли братскую могилу жертв Боко Харам. 27 марта нигерийская армия захватила Гвозу, где, как предполагалось, располагалась штаб-квартира Боко Харам. В день выборов, 28 марта, экстремисты «Боко Харам» убили 41 человека, включая депутата, чтобы отговорить сотни людей от голосования.
В марте нигерийская армия захватила города Бама и Гвоза (предположительно, штаб-квартира Боко Харам). Власти Нигерии заявили, что вернули себе 11 из 14 районов, ранее контролировавшихся Боко Харам.
В апреле четыре лагеря Боко Харам в лесу Самбиса были захвачены нигерийскими военными, которые освободили около 300 женщин. Считалось, что силы «Боко Харам» отступили в горы Мандара вдоль границы Камеруна и Нигерии. 16 марта нигерийская армия заявила, что отбила Баму. 27 марта, за день до всеобщих выборов в Нигерии, нигерийская армия объявила, что отбила город Гвоза у Боко Харам.

### 2024
В начале 2024 года «Исламское государство» объявило о начале кампании под названием «Убивайте их, где бы вы их ни нашли». Эта кампания длилась с 1 по 10 января и привела к росту числа атак.